# GRIDMAN UNIVERSE
《GRIDMAN UNIVERSE》是於2023年3月24日上映的日本動畫電影，改編自圓谷製作的1993年特攝作品《電光超人古立特》，為2018年電視動畫《SSSS.GRIDMAN》及2021年電視動畫《SSSS.DYNAZENON》的後續作品。本作是《GRIDMAN系列》首部電影作品，同時也是原作的30周年紀念作品。

## 概念
截至2020年8月，當《DYNAZENON》的製作進行中時，作品的企劃和故事構想是由製片人宇佐義大提出。一旦製作正式展開，根據宇佐的願景「想做一部慶典電影」後，故事製作便開始了。在這個過程中則根據商品行銷概念進行故事製作，除了延續了電視系列的風格，並設定了新的GRIDMAN形態等元素。
最初的企劃中，由於電視系列的兩部作品已經完結，因而提議以電影為目標，以全新的原創女主角為核心展開故事。然而，由於故事花費太多時間來發展新角色，還有一些在電視系列中無法完全呈現的要素，例如響裕太的告白等，因此在TRIGGER內進行會議討論後，劇本的方向發生了重大改變。最終，根據雨宮的提案，構建了關於「GRIDMAN UNIVERSE」之謎的故事，並將兩個系列的平衡納入其中，同時提升本作品的主題。
繪版由雨宮主要負責製作，但部分繪版由在電視系列負責合體場景的浅野元和擔任片尾的中村真由美負責。作畫監督由7人擔任，包括原本只參與《GRIDMAN》的動畫師也參與了作畫。工作時間與電視系列相同，因此沒有出現突發的情況，同時還進行了能讓兩個系列角色出現在同一幕的畫面製作。此外，考慮到不能像電視系列那樣進行倒帶，採取了配慮觀眾不會產生誤解的方式。
另外，作品中還穿插了許多小彩蛋，共39個來自原作《電光超人古立特》的39話，還加入了「超人力霸王系列」中的要素，如即將迎來20周年的《超人力霸王納克斯》和超人力霸王雷傑等角色。
配音是根據故事進行的順序，進行分割錄製，並重視角色之間的對話，盡可能安排一起錄製。雖然與電視系列之間已經過了一段時間，但只要演技與製作團隊的意圖保持一致，就不會進行重新錄製，而是直接採用。

## 故事大綱
在都立杜鵑台高中放學後的教室裡，響裕太反覆在筆記本上畫著又擦去那個應該存在於他記憶中的GRIDMAN。這個世界曾經被一名少女創造並破壞，最後是來自異次元的電光超人GRIDMAN，和那名少女製造出來擁有心的怪獸，以及裕太一行人，拯救了那名少女的心。
升上高中二年級後，裕太決定向分發到不同班級的六花（宮本侑芽 配音）告白。然而，和平的世界與日常生活卻隨著轟隆巨響開始崩壞。就在裕太等人面臨危機之時，GRIDMAN突然現身，並說道「這個世界的平衡即將瓦解。」。
不久，深紅的強龍DYNAREX、GRIDMAN的助手‧新世紀中學生，以及來自另一個世界的麻中蓬等人出現在裕太面前。

## 聲演
- 古立特：綠川光
- 響裕太：廣瀨裕也
- 寶多六花：宮本侑芽
- 內海將： 齐藤壮马
- 麻中蓬 ：榎木淳弥
- 南夢芽： 若山詩音
- 山中曆：  梅原裕一郎
- 飛鳥川千瀨：安濟知佳
- 雷克斯/矢馬：濱野大輝
- 凱利伯：高橋良輔
- 麥斯：小西克幸
- 波拉：悠木碧
- 維特：松風雅也
- 六花媽媽：新谷真弓
- 奈美子：三森鈴子
- 哈絲：鬼頭明里
- 騎士：鈴村健一
- 第二代：高橋花林
- 公主：內田真禮
- 六花哥哥：小西克幸[8]
- 騎單車的男子：小尾昌也（日语：小尾昌也）
- 阿雷格希斯·克利烏：稻田徹
- 安奇/騎士：鈴村健一
- 怪獸少女/二代目：高橋花林
- 新條茜：上田麗奈 / 新田湖子（真人）

## 製作團隊
「劇場版GRIDMAN UNIVERSE」製作委員會
- 原作：《電光超人古立特》[9]
- 導演：雨宮哲[9]
- 編劇：長谷川圭一[9]
- 人物設計：坂本勝[9]
- 角色設計 - 中村真由美[9]
- GRIDMAN設計 - 後藤正行[9]
- DYNAZENON設計 - 野中剛[9]
- 怪獸設計 - 丸山浩、西川伸司[9]
- 3DCG製作 - Graphinica[9]
- 助導演 - 下平佑一[9]
- 美術監督 - 權瓶岳斗[9]
- 色彩設計 - 武田仁基[9]
- 撮影監督 - 志良堂勝規[9]
- 編集 - 吉武将人[9]
- 音樂：鷺巣詩郎[9]
- 音樂制作 - 波麗佳音[9]
- 音響監督 - 郷文裕貴[9]
- 音響效果 - 森川永子[9]
- 動畫製作人- 志太駿介[9]
- 動畫制作：TRIGGER[9]
- 發行商：東寶映像事業部[9]

## 製作
2021年12月13日，圓谷製作宣布由特攝作品《電光超人古立特》所改編的動畫宇宙《GRIDMAN UNIVERSE》內的兩部作品《SSSS.GRIDMAN》與《SSSS.DYNAZENON》將共同製作劇場版，並釋出主視覺圖與預告PV。
2022年8月26日，在圓谷製作所舉辦的「SSSS. GRIDMAN x SSSS.DYNAZENON」特別之夜”上，宣布將於2023年在全國上映全新劇場版的消息，並發布首張電影海報，而製作方面採用了前兩作的部分製作團隊，導演亦由兩作的雨宮哲擔任，TRIGGER再次負責動畫製作。編劇長谷川圭一、角色設計師坂本勝、作曲家鷺巣詩郎將繼續擔任主要製作人員。

## 音樂
本作品使用了由大石昌良演唱的主題曲「uni-verse」。歌詞、作曲和編曲均由大石昌良完成。
劇中的歌曲還包括《GRIDMAN》的主題曲「UNION」、《DYNAZENON》的主題曲「インパーフェクト」以及由內田真禮演唱的「ハートビートシティ」。

## 發行

### 上映
《GRIDMAN UNIVERSE》於2023年3月24日起在日本151家影院上映。根據興行通信社的全國電影觀影率排名，該作品在2023年3月24日至27日排名第5位。此外，在超過100家影院上映的作品中，以每個電影院的票房收入來計算，該作品排名第一，在某些劇院甚至出現了宣傳冊缺貨的情況}。

## 衍生作品

### 網路廣播
《廣瀨裕也與宮本侑芽的隨便ユニバース》在音泉上自2023年3月24日起每月的第二個星期五進行配信。主持人是響裕太的聲優廣瀨裕也和宝多六花的聲優宮本侑芽。這是《廣瀨裕也與宮本侑芽的隨便RADIO》的接替節目。

### 漫畫版
為了紀念電影版上映，於2023年4月11日在《少年Jump+》上刊登了讀切漫畫《劇場版公開紀念特別篇 52.52話 歸來的茜》。作畫由負責《GRIDMAN》的漫畫化的今野ユウキ負責。內容是《GRIDMAN》聲音劇的漫畫化。

### 小說化
本篇小說化作品於2023年4月19日由小學館的「ガガガブックス」出版（ISBN 978-4-09-461165-6）。作者是水沢夢，插圖由bun150負責，劇情上是直接沿用本作的劇情，並追加了一些電影版中未登場的合體型態。

## 外部連結
- 「GRIDMAN UNIVERSE」官方網站 （页面存档备份，存于）
- 「GRIDMAN UNIVERSE」官方推特 （页面存档备份，存于）